# كلير ستانسفيلد
كلير ستانسفيلد (بالإنجليزية: Claire Stansfield)‏ هي مصممة أزياء وعارضة ومخرجة وممثلة بريطانية، ولدت في 27 أغسطس 1964 بلندن في المملكة المتحدة.

## وصلات خارجية
- كلير ستانسفيلد على موقع IMDb (الإنجليزية)
- كلير ستانسفيلد على موقع قاعدة بيانات الفيلم (الإنجليزية)